# Савускан, Юфуда Исаакович
Юфуда́ Исаа́кович Савуска́н (1832 — 15 [28] апреля 1900, Одесса, Херсонская губерния) — караимский религиозный деятель, газзан и меламмед. Потомственный почётный гражданин.

## Биография
Родился в 1832 году. Получил образование в евпаторийской школе Абен-Яшара Луцкого, по окончании которой работал преподавателем Закона Божьего (меламмедом) в херсонском и евпаторийском караимском училищах. Состоял в евпаторийском купечестве 2-й гильдии. В 1875 году был утверждён в должности старшего газзана малой кенассы Евпатории. По необходимости исполнял обязанности Таврического и Одесского гахама, в частности, с 1878 по 1879 год, после ухода с этого поста Б. С. Бобовича и до избрания С. М. Панпулова. Как и. о. гахама в 1876 году ходатайствовал перед киевским губернатором об учреждении в Киеве караимского молитвенного дома и школы. С 1882 года — старший газзан и меламмед в Херсоне. В 1884 году участвовал в VI Археологическом съезде в Одессе. В 1892 году, по ходатайству одесского караимского общества, назначен старшим газзаном одесской кенассы и законоучителем местного трёхклассного караимского училища .
Являлся знатоком древнееврейского языка и литературы. Был знаком и вёл переписку с такими известными учёными-гебраистами как А. Гаркави, И. Гурлянд, С. Пинскер и другие. Печатался в еврейских журналах «Гацефира» и «Гамелиц». Под своей редакцией издал и снабдил предисловием книги караимского богослова XIV века Аарона бен Ильи «Ган Эден» («Рай») в 1864 году и «Кетер Тора» («Венец Торы») в 1866 году в Евпатории. Работал над изданием сборника стихотворений караимского поэта IX века Моше Дарьи «Диван», единственный рукописный экземпляр которого хранился в Императорской публичной библиотеке в Санкт-Петербурге, но не успел завершить начатое в связи со смертью.
Среди известных учеников — автор первого караимского катехизиса на русском языке Я. В. Дуван.
Был женат, имел сыновей и дочь. Умер после продолжительной болезни в ночь на 15 (28) апреля 1900 года в Одессе. Похоронен на Одесском караимском кладбище.
В декабре 1918 года наследник Ю. И. Савускана, И. Ю. Савускан, передал в караимскую библиотеку «Карай-Битиклиги» все книги своего отца (несколько сот томов).

## Общественная деятельность
- Член-учредитель Одесского караимского благотворительного общества[12].

## Награды
- Серебряная медаль с надписью «За усердие» для ношения на шее на Станиславской ленте (1874)[13]
- Золотая медаль с надписью «За усердие» для ношения на шее на Станиславской ленте (1886)[14]